# Louis Racine

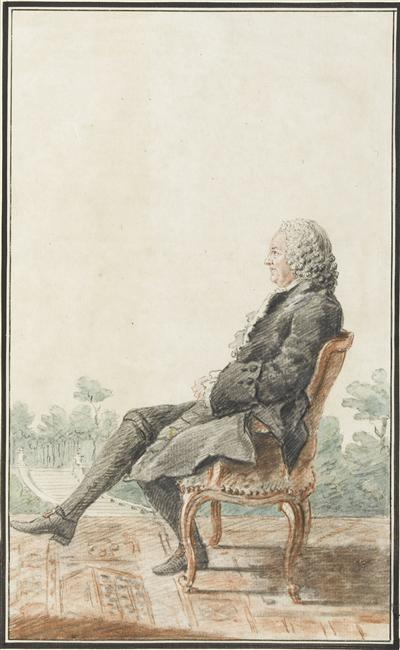
Louis Racine, porträtiert von Louis Carrogis, gen. Louis Carmontelle

Louis Racine (* 6. November 1692 in Paris; † 29. Januar 1763 ebenda) war ein französischer Dichter.

## Leben
Racine war der zweite Sohn (sechs Geschwister) des Schriftstellers Jean Racine. Seine Schulbildung erhielt er am Collège de Beauvais u. a. von Charles Rollin. Anschließend studierte er auf Wunsch seiner Mutter Rechtswissenschaften an der Sorbonne. Bereits während seines Studiums wurde er auf die Oratorier aufmerksam und schloss sich diesen auch an.
Drei Jahre verbrachte Racine als Geistlicher in Notre-Dame de Vertus. Seit seinem Studium war er auch ein Protegé des Kanzlers von Frankreich Henri François d’Aguesseau.
1719 wurde Racine von der Académie des Inscriptions et Belles-Lettres als Mitglied aufgenommen. Auch die Académie française zog seine Mitgliedschaft in Erwägung, entschied sich aber dann 1717 doch für André-Hercule de Fleury. Der Ablehnung Racines lag wahrscheinlich dessen religiöse Einstellung (Jansenismus) zu Grunde.
1728 heiratete Racine Marie Presle de l’Ecluse. Der gemeinsame Sohn starb 1755 an den Auswirkungen des verheerenden Erdbebens von Lissabon. Nach Aussagen von Ponce-Denis Écouchard-Lebrun verkaufte Racine – nach diesem Schicksalsschlag – seine von vielen bewunderte Bibliothek und distanzierte sich von jeglicher Art von Religion.
Später kehrte er nach Paris zurück. Er starb im Alter von 71 Jahren am 29. Januar 1763 und fand dort auch seine letzte Ruhestätte.

## Zitat
Voltaire nannte Louis Racine „... le bon versificateur, fil du grand poète Racine ...“

## Rezeption
Racine glänzte in einer sittenlosen Zeit als Muster religiöser und bürgerlicher Tugenden. Seine didaktischen Gedichte: „De la grâce“ (1720) und „La religion“ (1742) zeichnen sich mehr durch religiöse als poetische Wärme aus. Seine Oden und Episteln sind ernst und würdig gehalten; die Sprache ist elegant, doch ohne echt poetischen Schwung.

## Werke (Auswahl)
Einzelausgaben
- Die Gnade („La grâce“). Fleischer, Frankfurt am Main 1752.
- Mémoires sur la vie de Jean Racine. Paris 1747 (2 Bde.)
- Poèsies. Firmin Didot, Paris 1853.
- Remarques sur les tragédies de Jean Racine. (3 Bde.)
- Die Religion („La religion“). Fleischer, Paris 1752.
- Vie de Racine. Les Belles Lettres, Paris, ISBN 2-251-44154-9 (Nachdr. d. Ausg. Paris 1747).

Werkausgabe
- Œuvres. Paris 1808 (6 Bde.)